# Бертран де Бар-сюр-Об
Бертран де Бар-сюр-Об (фр. Bertrand de Bar-sur-Aube; конец XII — начало XIII века) — старофранцузский трувер (поэт). Автор поэмы «Жирар де Вьенн» (фр. Girart de Vienne) из «Жесты Гарена де Монглан», одновременно примыкающей и к «Королевской жесте» которая датируется 1190—1224 годами.
Вполне вероятно, что он также автор эпоса «Эмери Нарбоннский» (первая треть XIII века) и поэмы «Diane et Aimeri».
В начале поэмы «Жирар де Вьенн» автор пишет, что родился в Бар-сюр-Об в исторической области Шампань (на что указывает его фамилия), и описывает себя как «клерк» или священнослужитель. Никаких других биографических сведений о нём не известно.